# Villa Brazil
Villa Brazil, ook geschreven als Villa Brasil, is een plaats in Suriname. Het ligt in het Matawaigebied in het district Sipaliwini. Het ligt nabij Nieuw-Jacobkondre en de Njoeng Jacob Kondre Airstrip aldaar.
In het dorp wonen met name Braziliaanse goudzoekers. Het dorp komt geregeld in het nieuws vanwege criminaliteit, zoals wapenbezit, roofoverval en moord. Op 9 juli 2024 voerde een bende van meer dan tien mensen nabij Villa Brazil met zware wapens een gewelddadige overval uit, waarvan beelden op social media werden gedeeld. Er werd veel ruw goud buitgemaakt, evenals voertuigen en andere eigendommen. Er vielen geen slachtoffers. Sinds 29 juni waren er al veiligheidsdiensten in het binnenland gestationeerd.
In december 2020 bevond zich hier een clusteruitbraak van het coronavirus.
Bofe · Boslanti · Cabana · Heidoti · Kwattahede · Makajapingo · Mamadam · Misalibiekondre · Moetoetoetabriki · Nieuw-Jacobkondre · Oemakondre · Pakkapakka · Poesoegroenoe · Stonkoe · Villa Brazil